# Peter Kramper
Peter Kramper (* 1975) ist ein deutscher Historiker.

## Leben
Nach dem Studium (1994–1999) der Wirtschaftsgeschichte, der Neueren und Neuesten Geschichte, der Politikwissenschaft und der Philosophie in Mainz, Freiburg und an der London School of Economics (1999: Master of Science (Economic History)) war er von 2002 bis 2006 wissenschaftlicher Angestellter am Lehrstuhl für Wirtschafts-, Sozial- und Umweltgeschichte der Albert-Ludwigs-Universität Freiburg. Nach der Promotion 2006 zum Dr. phil. mit einer Arbeit über die Neue Heimat an der Philosophischen Fakultät in Freiburg im Breisgau war er dort von 2006 bis 2012 Akademischer Rat a. Z. am Lehrstuhl für Wirtschafts-, Sozial- und Umweltgeschichte. Nach der Habilitation 2016 an der Albert-Ludwigs-Universität Freiburg ist er seit 2016 Professor für Allgemeine Geschichte unter besonderer Berücksichtigung der Wirtschaftsgeschichte an der Universität Bielefeld.
Seine Forschungsschwerpunkte sind europäische Wirtschafts- und Technikgeschichte vom 17. bis zum 21. Jahrhundert, v. a.:, Immobilienmärkte, Wohnungs- und Städtebau, Grund und Boden, Messung, Standardisierung, Normung, Industrialisierung, Kapitalismus, Great Divergence und ökonomisches Denken und ökonomisches Wissen.

## Publikationen (Auswahl)
- From Economic Convergence to Convergence in Affluence? Income Growth, Household Expenditure, and the Rise of Mass Consumption in Britain and West Germany, 1950-1974. London 2000.
- NEUE HEIMAT. Unternehmenspolitik und Unternehmensentwicklung im gewerkschaftlichen Wohnungs- und Städtebau 1950–1982. Stuttgart 2008, ISBN 978-3-515-09245-6.
- The Battle of the Standards. Messen, Zählen und Wiegen in Westeuropa 1660–1914. Berlin 2019, ISBN 3-11-057923-5.